# Blågrå myrtörnskata
Blågrå myrtörnskata (Thamnomanes schistogynus) är en fågel i familjen myrfåglar inom ordningen tättingar.

## Utseende och läte
Blågrå myrtörnskata är en medelstor och rätt långstjärtad myrtörnskata. Hanen är övervägande skiffergrå, medan honan har rödorange buk. Hanen skiljer sig bäst från andra enfärgat grå myrtörnskator på mer upprätt hållning, något längre stjärt, renare grå strupe och lätet, en kort serie stigande visslingar som accelererar till en drill.

## Utbredning och systematik
Blågrå myrtörnskata delas in i två underarter med följande utbredning:
- Thamnomanes schistogynus intermedius – förekommer i centrala Peru söder om Amazonfloden och öster om Rio Huallaga (i söder till Junín)
- Thamnomanes schistogynus schistogynus – förekommer från västra Brasilien söder om Amazonfloden till sydöstra Peru och nordvästra Bolivia

## Levnadssätt
Blågrå myrtörnskata hittas i låglänt regnskog. Där ses den sitta upprätt på låg till medelhög höjd i högväxt skog, bambusnår och ibland i skogskanter. Den slår ofta följe med kringvandrande artblandade flockar och födosöker då i något högre skikt än liknande mörkstrupig myrtörnskata.

## Status och hot
Arten har ett stort utbredningsområde, men tros minska i antal, dock inte tillräckligt kraftigt för att den ska betraktas som hotad. Internationella naturvårdsunionen IUCN listar arten som livskraftig (LC).